# Nactus coindemirensis
Nactus coindemirensis — вид геконоподібних ящірок родини геконових (Gekkonidae). Ендемік Маврикію.

## Поширення і екологія
Nactus coindemirensis раніше були поширені на більшій частині острова Маврикій і на сусідніх острівцях, однак з 16 століття вимерли на більшій частині свого ареалу. У 1993 вид був визнаний вимерлим, однак у 1996 році вид був повторно відкритий на невеликому острові Койн-де-Мір площею 0,7 км², розташованому у 8 км на північ від Маврикія. Також популяції цього виду були знайдені на острівцях Піджн-Хаус-Рок, Флет-Айленд, Вакоа і Маріан. Загальна площа островів, на яких зустрічається цей вид становить 20 км². Nactus coindemirensis живуть серед прибережних скель, на висоті до 125 м над рівнем моря. Вони ведуть нічний спосіб життя, живляться переважно комахами.

## Збереження
МСОП класифікує цей вид як вразливий. За оцінками долідників, популяція Nactus coindemirensis становить приблизно 18 тисяч особин. Їм загрожує знищення природного середовища і поява на острівцях інтродукованих хижих тварин.